# Hestur
Hestur là 1 đảo nhỏ của Quần đảo Faroe, nằm ở phía tây nam đảo Streymoy, phía đông nam đảo Koltur và phía bắc đảo Sandoy. Hestur, tiếng Faroe nghĩa là ngựa. Diện tích của đảo chỉ rộng 6,1 km² với 34 cư dân ngụ trong 1 làng duy nhất mang cùng tên Hestur. Ở bờ phía tây có rất nhiều chim làm tổ trên vách đá, nhất là giống chim Uria (tên khoa học: Uria aalge). Ở miền bắc đảo có 1 vùng đất hoang đầy cây thạch nam với 4 hồ nhỏ, trong đó hồ Fagradalsvatn là lớn nhất. Người ta có thể cắm trại và tổ chức picnic ở đây.

## Lịch sử & dân số
Từ thời đại Viking hoặc từ thời trung cổ, đã có người cư ngụ trên đảo này. Nơi định cư thời xưa dường như ở Haelur, mũi cực nam. Người ta đã tìm thấy các di tích nhà cổ ở đây, nhưng có lẽ do nơi đây khó khăn cho việc đánh bắt cá, nên người ta dời đến cư ngụ ở bờ phía đông như hiện nay. Haelur hiện nay  có 1 tháp hải đăng.
Trước kia, Hestur có khoảng 100 dân, nay chỉ còn chưa đầy 40 người. Năm 1919 một tai nạn khiến cho 2 tàu đánh cá nhỏ chìm, giết chết 1/3 đàn ông của làng. Năm 1890, làng xây 1 trường học, năm 1910 xây 1 nhà thờ và năm 1983, người ta đã xây 1 hồ bơi trong làng này. Từ ngày 1.1.2005 Hestur trở thành một phần của thị xãTórshavn (đảo Streymoy).
Mỗi ngày có 1 chuyến tàu phà tên Teistin chạy giữa Skopun (đảo Sandoy) và Gamlarætt (đảo Streymoy) ghé qua Hestur.

## Các núi
| Tên         | Độ cao |
| ----------- | ------ |
| Múlin       | 421 m  |
| Eggjarrók   | 421 m  |
| Nakkur      | 296 m  |
| Álvastakkur | 125 m  |

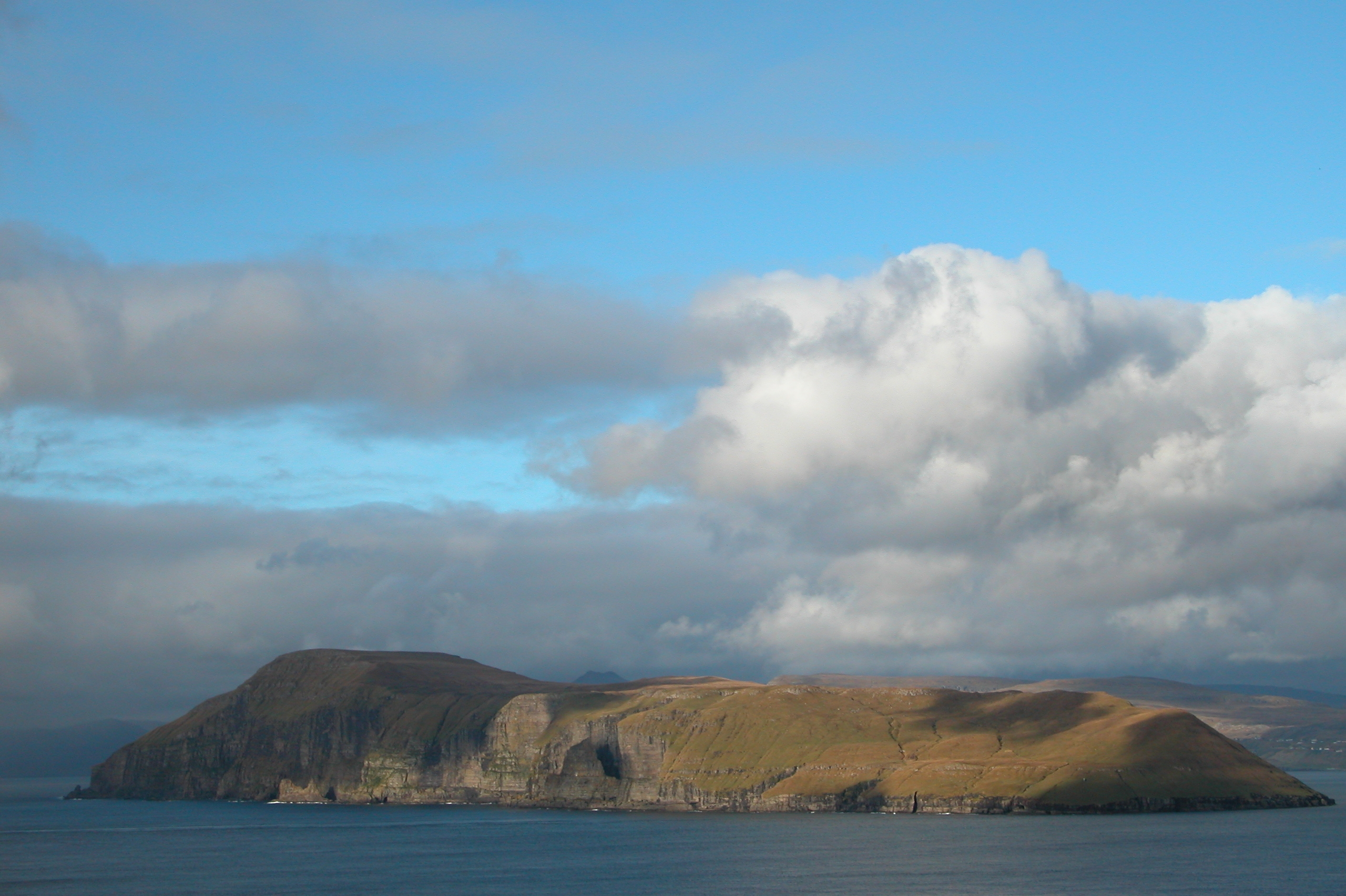
Bờ phía tây Hestur
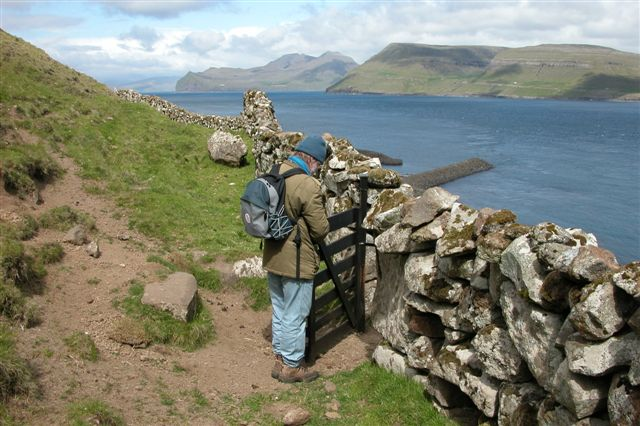
Hestur
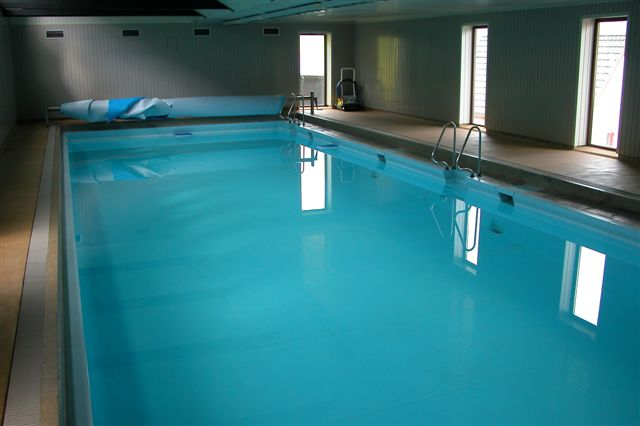
Hồ bơi làng Hestur
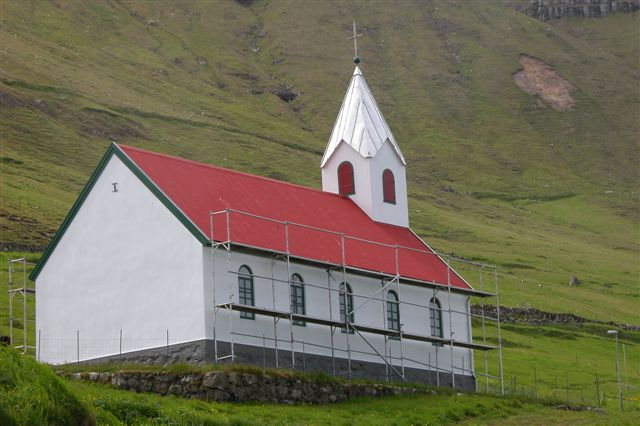
Nhà thờ Hestur
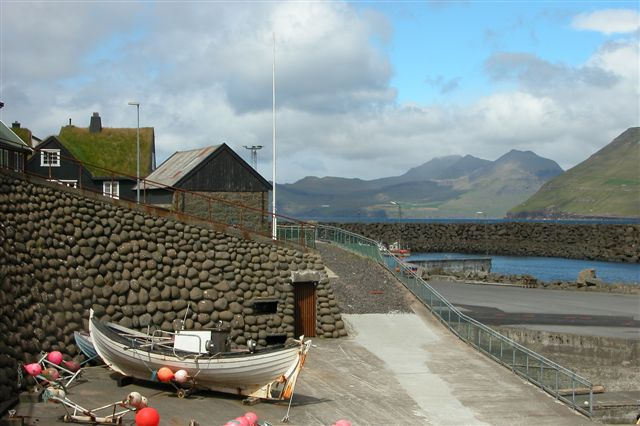
Hestur
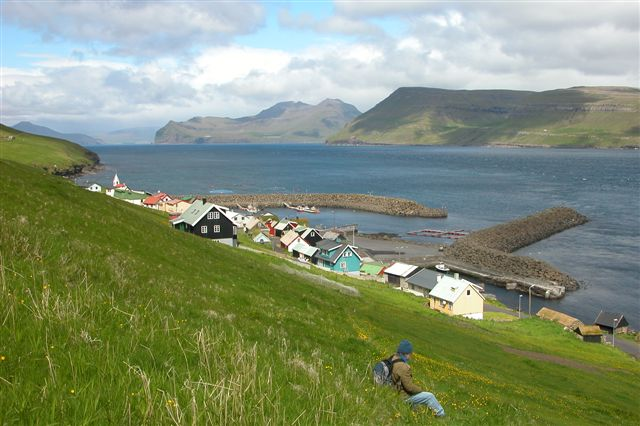
Hestur